# San Gaston
 (février 2021).
Si vous disposez d'ouvrages ou d'articles de référence ou si vous connaissez des sites web de qualité traitant du thème abordé ici, merci de compléter l'article en donnant les références utiles à sa vérifiabilité et en les liant à la section « Notes et références ».
 (février 2021).
La mise en forme du texte ne suit pas les recommandations de Wikipédia : il faut le « wikifier ».
Les points d'amélioration suivants sont les cas les plus fréquents :
- Les titres sont pré-formatés par le logiciel. Ils ne sont ni en capitales, ni en gras.
- Le texte ne doit pas être écrit en capitales (les noms de famille non plus), ni en gras, ni en italique, ni en « petit »…
- Le gras n'est utilisé que pour surligner le titre de l'article dans l'introduction, une seule fois.
- L'italique est rarement utilisé : mots en langue étrangère, titres d'œuvres, noms de bateaux, etc.
- Les citations ne sont pas en italique mais en corps de texte normal. Elles sont entourées par des guillemets français : « et ».
- Les listes à puces sont à éviter, des paragraphes rédigés étant largement préférés. Les tableaux sont à réserver à la présentation de données structurées (résultats, etc.).
- Les appels de note de bas de page (petits chiffres en exposant, introduits par l'outil «  Source ») sont à placer entre la fin de phrase et le point final[comme ça].
- Les liens internes (vers d'autres articles de Wikipédia) sont à choisir avec parcimonie. Créez des liens vers des articles approfondissant le sujet. Les termes génériques sans rapport avec le sujet sont à éviter, ainsi que les répétitions de liens vers un même terme.
- Les liens externes sont à placer uniquement dans une section « Liens externes », à la fin de l'article. Ces liens sont à choisir avec parcimonie suivant les règles définies. Si un lien sert de source à l'article, son insertion dans le texte est à faire par les notes de bas de page.
- La présentation des références doit suivre les conventions bibliographiques. Il est recommandé d'utiliser les modèles {{Ouvrage}}, {{Chapitre}}, {{Article}}, {{Lien web}} et/ou {{Bibliographie}}. Le mode d'édition visuel peut mettre en forme automatiquement les références.
- Insérer une infobox (cadre d'informations à droite) n'est pas obligatoire pour parachever la mise en page.

Pour une aide détaillée, merci de consulter Aide:Wikification.
Si vous pensez que ces points ont été résolus, vous pouvez retirer ce bandeau et améliorer la mise en forme d'un autre article.
Pour les articles homonymes, voir Gaston.
 (février 2021).
La Saint-Gaston (San-Gastón) est une fête populaire célébrée en Catalogne, originaire de Majorque, au Xème apr. J.-C. Elle est fêtée le 6 février.

## Célébration
Elle est célébrée dans tout le royaume de Majorque, de 1229 à l'an 1350. Qui comprennent l'île de Majorque, Perpignan jusqu'à Camprodon, et Montpellier.
- les comtés de Roussillon et de Cerdagne et leurs dépendances,
- les fiefs tenus au nom du défunt par les comtes de Foix et d'Ampurias,
- les villes de Collioure et de Montpellier, cette dernière avec sa seigneurie.

## Origine
En ces temps, les assassinats par empoisonnement étaient courants, à tels points qu'ils causèrent une réelle panique au sein des cours royales d'Europe. 
Malgré cela, Père Gaston, un proche ecclésiastique du roi, souhaitait rétablir un climat de confiance dans sa communauté.
Père Gaston, de la Cathédrale de Palma de Majorque, commença à organiser des banquets où les nobles et riches bourgeois pouvaient se côtoyer sans craintes. En effet, la seule règle étant qu'on ne pouvait se servir un verre soi-même. Il fallait alors demander à un autre convive, et faire confiance à son prochain.
En gage de confiance, les convives qui servaient un verre pour un autre, devaient alors verser une petite gorgée du breuvage dans récipient, afin de prouver à l'avenir, leur innocence, ou leur culpabilité, en cas d'empoisonnement. 
Cette tradition est alors reprise dans tout le royaume, encouragée par le roi Jacques Ier d'Aragon, pour rétablir la confiance. Elle est restée présente après la chute du royaume en 1350. 
Au fil du temps, la tradition a évolué. Dans les anciennes possessions du royaume, on continue à honorer tous les ans, le souhait d'une plus grande unité du Père Gaston, à la Saint Gaston le 6 février.

## Le verre du roi
Aujourd'hui, il s'agit d'un jeu qui n'est plus associé aux empoisonnements, mais marque une fête populaire qui encourage la solidarité entre toutes les classes.
Le verre du roi est un verre rempli par les "taxes féodales", les dépôts de breuvage par les convives. Le verre du roi fait référence à la cible de choix d'un assassinat par l'empoisonnement.
Si une personne est surprise se servant son propre verre, ou ne versant pas sa taxe, est alors obligée de boire le verre du roi, afin de s'innocenter. 

Au moment de servir le verre du roi, une chanson paillarde était alors reprise par tous les convives :
C'est la San Gaston,
Tombe pas dans les pommes,
Fait remplir ton godet eh eh eh eh eh
La San Gaston,
Tombe pas dans les pommes,
Fait remplir ton godet eh eh eh eh eh